# Edmund (Carolina del Sur)
Edmund es un lugar designado por el censo ubicado en el condado de Lexington en el estado estadounidense de Carolina del Sur. En el Censo de 2020 tenía una población de 969 habitantes y una densidad poblacional de 54,68 habitantes por km². Fue incluido como CDP en el censo de 2020.

## Geografía
Edmund se encuentra ubicado en las coordenadas 33°51′42″N 81°12′7″O / 33.86167, -81.20194. Según la Oficina del Censo de los Estados Unidos,  tiene una superficie total de 17,72 km², de la cual 17,70 km² corresponden a tierra firme y 0,02 km² a agua.